# Bundesmeisterschaft des DFuCB 1892/93
Die Bundesmeisterschaft des DFuCB 1892/93 war die zweite unter dem Deutschen Fußball- und Cricket Bund (DFuCB) ausgetragene Bundesmeisterschaft. Es war in dieser Spielzeit außerdem die einzige von einem Verband ausgetragene Fußballmeisterschaft in Deutschland. Die Meisterschaft wurde in dieser Saison in einer Gruppe mit elf Teilnehmern ausgespielt. Der BTuFC Viktoria 1889 wurde zum ersten Mal Fußballmeister des DFuCB, nachdem die Mannschaft in der Tabelle punktgleich mit dem BFC Germania 1888 gelegen, aber mehr Tore als die Germania erzielt hatte.
Vom The English FC wurde daher auf dem III. Bundestag des Deutschen Fußball- und Cricket Bundes am 21. und 22. Mai 1893 folgender Antrag gestellt:

„Falls die beiden besten Clubs der 1. Klasse gleiche Punkte haben, die Meisterschaft nicht demjenigen zufallen soll, der die meisten Goals hat, sondern dass die Meisterschaft zwischen diesen beiden Clubs ausgefochten werden muss.“

Eine landesweit ausgespielte deutsche Fußballmeisterschaft gab es noch nicht.

## Fußball
| Pl. | Verein                       | Sp. | Tore  | Punkte |
| --- | ---------------------------- | --- | ----- | ------ |
| 1.  | BTuFC Viktoria 1889          | 10  | 34:20 | 17:30  |
| 2.  | BFC Germania 1888 (N)        | 10  | 20:00 | 17:30  |
| 3.  | BFC Frankfurt 1885           | 10  | 22:30 | 15:50  |
| 4.  | BTuFC Allemannia 1890        | 10  | 24:50 | 14:60  |
| 5.  | The English FC (M)           | 10  | 19:50 | 13:70  |
| 6.  | BFC Stern 1889               | 10  | 21:90 | 11:90  |
| 7.  | SC Norden-Union Berlin A (N) | 10  | 03:44 | 06:14  |
| 8.  | BFC Vorwärts 1890            | 10  | 08:18 | 06:14  |
| 9.  | BFC Concordia 1890           | 10  | 15:26 | 05:15  |
| 10. | BFC Teutonia 1891 (N)        | 10  | 05:40 | 03:17  |
| 11. | BTuFC vom Jahre 1890 B (N)   | 10  | 01:20 | 02:18  |

| (M) | Titelverteidiger |
| (N) | Aufsteiger       |

Viktoria: W. Grassow – O. Baudach, G. Rüffer – G. Stolpe, A. Horn, Seifert – W. Horn, F. Baudach, P. Laube, H. Obst, F. Hein.
Das Spiel Germania gegen Viktoria (3:1) ist nach Abstimmung vom Bundesvorstand für ungültig erklärt worden und wurde wiederholt (0:0). Von Concordia waren drei Spieler (P. und R. Wagener, P. Heyne) zu Germania gewechselt, ohne dies acht Tage vor dem Spiel dem Bundesschriftführer zu melden. Somit waren diese Spieler nicht spielberechtigt.

## Cricket
1. Berliner CC 1883
 2. BCC Excelsior
 3. BTuFC Viktoria 1889
 4. Verein Sport Berlin
 5. BTuFC Deutschland
 6. BFC Germania 1888
 7. BFC Frankfurt 1885